# Bülach Giants
I Bülach Giants sono stati una squadra svizzera di football americano di Bülach.
Pur non avendo mai vinto lo Swiss Bowl hanno partecipato alla finale del 1990, uscendo sconfitti per 36-0 dai Sankt Gallen Raiders.
Nel 1993 si sono fusi con gli Zürich Bay Bandits per formare gli Zürich Falcons

## Dettaglio stagioni

### Tackle football

#### Tornei nazionali

##### Campionato

###### Lega Nazionale A/Campionato SAFV
| Stagione | regular season | regular season | regular season | regular season | regular season | regular season | playoff | playoff | playoff | playoff | playoff | playoff      | playoff     |
|          | Vin            | Par            | Per            | Tot            | PF             | PS             | Vin     | Per     | Tot     | PF      | PS      | risultato    | avversaria  |
| -------- | -------------- | -------------- | -------------- | -------------- | -------------- | -------------- | ------- | ------- | ------- | ------- | ------- | ------------ | ----------- |
| 1992     | 2              | 0              | 4              | 6              | 68             | 165            | 1       | 0       | 1       | 18      | 12      | Non relegati | Bienna Jets |
| Totale   | 2              | 0              | 4              | 6              | 68             | 165            | 1       | 0       | 1       | 18      | 12      |              |             |

Fonti: Enciclopedia del Football - A cura di Roberto Mezzetti; Sito storico SAFV

## Palmarès
- 1 Lega B (1989)